# ناتالیا موروزوا
ناتالیا موروزوا (روسی: Наталья Игоревна Морозова؛ زادهٔ ۲۸ ژانویهٔ ۱۹۷۳) ورزشکار والیبال اهل روسیه است.
وی همچنین برندهٔ جوایزی همچون نشان دوستی شده‌است.
وی در مسابقات کشوری و بین‌المللی در مجموع برندهٔ ۱۲ مدال طلا، ۷ مدال نقره، ۸ مدال برنز شده‌است.